# Ernesto Brambilla
Ernesto Luigi Brambilla, detto Tino (Monza, 31 gennaio 1934 – Monza, 3 agosto 2020) è stato un pilota motociclistico e pilota automobilistico italiano.

## Carriera
Primo di quattro figli del titolare di un'officina di riparazioni auto e moto, Brambilla esordì nelle competizioni nel 1953 con una Rumi 125. La prima vittoria fu ottenuta il 17 maggio di quell'anno, sul circuito cittadino di Trecate. A questa vittoria fecero seguito quelle della gara in salita Cernobbio-Bisbino e dei circuiti di Piazzola sul Brenta e di Santa Maria Capua Vetere, queste ultime ottenute con una MAS 175.
Per la stagione 1954 Brambilla acquistò una MV Agusta 125 Monoalbero Corsa, con cui ottenne nella stagione 22 vittorie e il titolo di Campione italiano di Terza Categoria. Il titolo attirò su di lui l'attenzione della MV Agusta, che lo ingaggiò durante la stagione 1954. Il monzese fu pilota ufficiale MV sino al 1959, ottenendo due titoli italiani Juniores della 250 (1956 e 1957). Nella stagione 1959 fece anche il suo esordio nel Motomondiale, ottenendo il terzo posto all'esordio al GP di Germania della 350.
A fine 1959 Brambilla ruppe il rapporto con la MV Agusta per passare alla Bianchi, dove sviluppò le bicilindriche progettate da Lino Tonti. Nel 1961, con la moto milanese, ottenne il titolo di Campione Italiano Seniores della 500, davanti all'ex campione del mondo Libero Liberati, oltre ad alcuni piazzamenti nel Mondiale.
Dopo aver rotto anche con la Bianchi, Brambilla corse il GP delle Nazioni 1962 con una Moto Morini 250, per poi dedicarsi ai kart e, dal 1963, all'automobilismo, dapprima in Formula Junior e dal 1965 in Formula 3, finendo secondo in classifica alla guida di una monoposto Wainer.
Nel 1966 fu campione italiano di Formula 3 con una Brabham-Ford, categoria nella quale corse anche nel 1967 con una Birel, venendo coinvolto nell'incidente di Caserta che costò la vita a "Geki" Russo, al romano "Tiger" Perdomi e allo svizzero Fehr Beat. Nel 1968 passò in Formula 2, dapprima con una Brabham e poi con una Ferrari, arrivando terzo nel Campionato europeo. L'anno successivo, invece, fu settimo nell'Europeo F2; avrebbe dovuto correre anche il GP d'Italia di Formula 1, ma ciò non fu possibile per i postumi di un incidente motociclistico.
Chiuso il rapporto con la Ferrari, Brambilla corse in auto e in moto (anche con il fratello minore Vittorio), per dedicarsi successivamente alla sua officina e al lavoro di collaudatore di pneumatici Pirelli.

## Risultati

### Motomondiale
| 1959 | Classe | Moto      |   |  |   |    |    |   |   |     |  |  |  | Punti | Pos. |
| ---- | ------ | --------- | - |  | - | -- | -- | - | - | --- |  |  |  | ----- | ---- |
| 1959 | 350    | MV Agusta | - |  | 3 | NE | NE | - | - | Rit |  |  |  | 4     | 10º  |

| 1959 | Classe | Moto      |  |  |     |  |  |    |  |  |  |  |  | Punti | Pos. |
| ---- | ------ | --------- |  |  | --- |  |  | -- |  |  |  |  |  | ----- | ---- |
| 1959 | 500    | MV Agusta |  |  | Rit |  |  | NE |  |  |  |  |  | 0     |      |

| 1960 | Classe | Moto    |   |     |   |    |    |   |     |  |  |  |  | Punti | Pos. |
| ---- | ------ | ------- | - | --- | - | -- | -- | - | --- |  |  |  |  | ----- | ---- |
| 1960 | 350    | Bianchi | - | Rit | - | NE | NE | - | Rit |  |  |  |  | 0     |      |

| 1961 | Classe | Moto    |    |     |    |   |   |    |   |   |     |   |    | Punti | Pos. |
| ---- | ------ | ------- | -- | --- | -- | - | - | -- | - | - | --- | - | -- | ----- | ---- |
| 1961 | 350    | Bianchi | NE | Rit | NE | - | 4 | NE | 5 | - | Rit | - | NE | 5     | 10º  |

| 1962 | Classe | Moto    |    |    |   |     |    |    |   |   |   |   |    | Punti | Pos. |
| ---- | ------ | ------- | -- | -- | - | --- | -- | -- | - | - | - | - | -- | ----- | ---- |
| 1962 | 350    | Bianchi | NE | NE | - | Rit | NE | NE | - | - | - | - | NE | 0     |      |

| 1962 | Classe | Moto        |   |   |   |   |   |   |   |   |     |    |   | Punti | Pos. |
| ---- | ------ | ----------- | - | - | - | - | - | - | - | - | --- | -- | - | ----- | ---- |
| 1962 | 250    | Moto Morini | - | - | - | - | - | - | - | - | Rit | NE | - | 0     |      |

| Legenda | 1º posto        | 2º posto            | 3º posto            | A punti      | Senza punti        | Grassetto – Pole position Corsivo – Giro più veloce |
| Legenda | Gara non valida | Non qual./Non part. | Ritirato/Non class. | Squalificato | '-' Dato non disp. | Grassetto – Pole position Corsivo – Giro più veloce |

### Campionato mondiale di Formula 1
| 1963 | Scuderia   | Vettura |  |  |  |  |  |  |    |  |  |  |  |  | Punti | Pos. |
| ---- | ---------- | ------- |  |  |  |  |  |  | -- |  |  |  |  |  | ----- | ---- |
| 1963 | Centro Sud | T53     |  |  |  |  |  |  | NQ |  |  |  |  |  | 0     |      |

| 1969 | Scuderia | Vettura |  |  |  |  |  |  |  |    |  |    |  |  | Punti | Pos. |
| ---- | -------- | ------- |  |  |  |  |  |  |  | -- |  | -- |  |  | ----- | ---- |
| 1969 | Ferrari  | 312     |  |  |  |  |  |  |  | NP |  | NP |  |  | 0     |      |

| Legenda | 1º posto     | 2º posto | 3º posto    | A punti         | Senza punti/Non class.  | Grassetto – Pole position Corsivo – Giro più veloce |
| Legenda | Squalificato | Ritirato | Non partito | Non qualificato | Solo prove/Terzo pilota | Grassetto – Pole position Corsivo – Giro più veloce |